# NIC-27
La NIC-27 es una importante carretera nacional clasificada como colectora principal en Nicaragua. Esta vía comienza en el Sur, conectándose con la NIC-4B a la altura del municipio de Masaya, departamento de Masaya, y culmina en la NIC-1 en Tipitapa, departamento de Managua.

## Extensión
Con una extensión de 27,72 km, la NIC-27 juega un rol clave en la conectividad y transporte de la región.